# Formula 2 giapponese 1985
La stagione 1985 della Formula 2 giapponese  si corse su 8 gare. Parteciparono 13 differenti team, 20 differenti piloti, 4 differenti telaisti e 3 differenti motori. La serie venne vinta dal pilota nipponico Satoru Nakajima su March 85J-Honda.

## La pre-stagione

### Calendario
| Gara | Nome                            | Circuito           | Giri | Lunghezza | Data         |
| ---- | ------------------------------- | ------------------ | ---- | --------- | ------------ |
| 1    | Suzuka Big 2&4 Race             | Circuito di Suzuka |      |           | 10 marzo     |
| 2    | Japan Int. Formula Championship | Circuito del Fuji  |      |           | 21 aprile    |
| 3    | All Japan F2 AllStar Race       | Circuito di Mine   |      |           | 12 maggio    |
| 4    | J.Player Special Torphy Race    | Circuito di Suzuka |      |           | 26 maggio    |
| 5    | Suzuka Golden Trophy            | Circuito di Suzuka |      |           | 6 luglio     |
| 6    | RRC Fuji F.Champions Race       | Circuito del Fuji  |      |           | 11 agosto    |
| 7    | Suzuka Great 2&4 Race           | Circuito di Suzuka |      |           | 19 settembre |
| 8    | JAF Suzuka Grand Prix           | Circuito di Suzuka |      |           | 3 novembre   |

- Tutte le corse sono disputate in Giappone.

## Piloti e team
| Team                         | Telaio                                                  | Nr. | Pilota              | Gare        |
| ---------------------------- | ------------------------------------------------------- | --- | ------------------- | ----------- |
| Heroes Racing with Nakajima  | March 85J-Honda                                         | 1   | Satoru Nakajima     | Tutte       |
| Hoshino Racing               | March 85J-Honda                                         | 2   | Kazuyoshi Hoshino   | Tutte       |
| Speed Star Wheel Racing Team | March 85J-Honda                                         | 3/6 | Eje Elgh            | Tutte       |
| Speed Star Wheel Racing Team | March 842-BMW                                           | 3/6 | Yoshiyasu Tachi     | Tutte       |
| Speed Star Wheel Racing Team | March 85J-Honda                                         | 5   | Masahiro Hasemi     | Tutte       |
| Speed Box Motor Sports       | March 842-Yamaha March 85J-Yamaha                       | 7   | Geoff Lees          | Tutte       |
| Team Le Mans                 | March 85J-BMW March 85J-Yamaha                          | 8   | Keiji Matsumoto     | Tutte       |
| Gear Racing Meiju Sports     | March 832-BMW March 842-BMW                             | 9   | Aiko Morimoto       | 1-5, 7      |
| Advan Sports Nova            | March 842-Honda                                         | 10  | Roberto Moreno      | 3-8         |
| Advan Sports Nova            | March 85J-Honda                                         | 11  | Kenny Acheson       | Tutte       |
| Advan Sports Nova            | March 85J-BMW                                           | 24  | Kenji Takahashi     | 1-2, 4-8    |
| Advan Sports Nova            | March 85J-BMW                                           | 25  | Kunimitsu Takahashi | 1-2, 4-8    |
| Team Equip                   | Maurer MM81-BMW                                         | 12  | Kengo Nakamoto      | 7-8         |
| Tomei Racing                 | March 85J-BMW                                           | 16  | Akira Hagiwara      | Tutte       |
| Takeshi Project Racing Team  | AGS JH18B-BMW March 832-BMW March 842-BMW March 85J-BMW | 17  | Hideshi Matsuda     | Tutte       |
| Maribu Motorsport Club       | Ralt RH6/84-BMW                                         | 18  | Hironobu Tatsumi    | 1           |
| Maribu Motorsport Club       | Ralt RH6/84-BMW                                         | 18  | Norimasa Sakamoto   | 4           |
| Maribu Motorsport Club       | Ralt RH6/84-BMW March 842-BMW                           | 18  | Osamu Nakako        | 5-8         |
| NC Speed                     | March 842-BMW                                           | 22  | Aguri Suzuki        | 7-8         |
| Advan Sports Tomei           | March 842-BMW                                           | 26  | Takao Wada          | 1-2, 4-8    |
| Shimizu Racing               | March 842-BMW                                           | 33  | Masamoto Shimizu    | 1, 4-5, 7-8 |

## Risultati e classifiche

### Risultati
| Gara | Circuito | Tempo | Velocità | Pole position     | GPV             | Vincitore         | Vettura     |
| ---- | -------- | ----- | -------- | ----------------- | --------------- | ----------------- | ----------- |
| 1    | Suzuka   |       |          | Keiji Matsumoto   | ?               | Keiji Matsumoto   | March-BMW   |
| 2    | Fuji     |       |          | Kazuyoshi Hoshino | ?               | Satoru Nakajima   | March-Honda |
| 3    | Mine     |       |          | Satoru Nakajima   | Satoru Nakajima | Satoru Nakajima   | March-Honda |
| 4    | Suzuka   |       |          | Satoru Nakajima   | Satoru Nakajima | Satoru Nakajima   | March-Honda |
| 5    | Suzuka   |       |          | Satoru Nakajima   | Satoru Nakajima | Kazuyoshi Hoshino | March-Honda |
| 6    | Fuji     |       |          | Satoru Nakajima   | Keiji Takahashi | Kenneth Acheson   | March-Honda |
| 7    | Suzuka   |       |          | Satoru Nakajima   | Geoff Lees      | Satoru Nakajima   | March-Honda |
| 8    | Suzuka   |       |          | Satoru Nakajima   | Satoru Nakajima | Satoru Nakajima   | March-Honda |

### Classifica piloti
I punti sono assegnati secondo lo schema seguente:
| Sistema di punteggio | Sistema di punteggio | Sistema di punteggio | Sistema di punteggio | Sistema di punteggio | Sistema di punteggio | Sistema di punteggio | Sistema di punteggio | Sistema di punteggio | Sistema di punteggio | Sistema di punteggio |
| Posizione            | 1º                   | 2º                   | 3º                   | 4º                   | 5º                   | 6º                   | 7º                   | 8º                   | 9º                   | 10º                  |
| -------------------- | -------------------- | -------------------- | -------------------- | -------------------- | -------------------- | -------------------- | -------------------- | -------------------- | -------------------- | -------------------- |
| Punti                | 20                   | 15                   | 12                   | 10                   | 8                    | 6                    | 4                    | 3                    | 2                    | 1                    |

Contano i 6 migliori risultati.
| Pos | Pilota              | 2&4 | INT | ALL | JPS | SGT | RRC | GRT | JAF | Punti validi |
| --- | ------------------- | --- | --- | --- | --- | --- | --- | --- | --- | ------------ |
| 1   | Satoru Nakajima     | 2   | 1   | 1   | 1   | 2   | 2   | 1   | 1   | 115 (145)    |
| 2   | Keiji Matsumoto     | 1   | 6   | Rit | 3   | 9   | 6   | 5   | 2   | 67 (69)      |
| 3   | Kenny Acheson       | 4   | 3   | 6   | Rit | 5   | 1   | 4   | 8   | 66 (69)      |
| 4   | Kazuyoshi Hoshino   | 10  | 2   | 2   | NP  | 1   | 11  | 14  | NP  | 51           |
| 5   | Eje Elgh            | 3   | 10  | Rit | 5   | 3   | Rit | 6   | 4   | 49           |
| 6   | Geoff Lees          | Rit | Rit | 3   | 11  | 6   | Rit | 3   | 3   | 42           |
| 7   | Akira Hagiwara      | 5   | 4   | 7   | 4   | NP  | 12  | 7   | 7   | 40           |
| 8   | Masahiro Hasemi     | 8   | Rit | 4   | 2   | 7   | 8   | 11  | 9   | 37           |
| 9   | Keniji Takahashi    | 6   | 5   |     | Rit | 8   | 3   | 9   | 6   | 37           |
| 10  | Yoshiyasu Tachi     | Rit | 7   | Rit | 7   | 4   | 5   | Rit | 13  | 26           |
| 11  | Roberto Moreno      |     |     |     | 6   | Rit | Rit | 2   | Rit | 21           |
| 12  | Takao Wada          | 7   | 8   |     | Rit | Rit | 4   | 10  | Rit | 18           |
| 13  | Kunimitsu Takahashi | 9   | 11  |     | 8   | Rit | 7   | 12  | 5   | 17           |
| 14  | Aiko Morimoto       | 11  | 9   | 5   | 13  | 11  |     | Rit |     | 10           |
| 15  | Hideshi Matsuda     | Rit | 12  | 8   | 12  | Rit | 10  | Rit | Rit | 4            |
| 16  | Aguri Suzuki        |     |     |     |     |     |     | 8   | 10  | 4            |
| 17  | Osamu Nakako        |     |     |     |     | 10  | 9   | Rit | Rit | 3            |
| 18  | Masamoto Shimizu    | 12  |     |     | 9   | 12  |     | Rit | 12  | 2            |
| 19  | Norimasa Sakamoto   |     |     |     | 10  |     |     |     |     | 1            |
| 20  | Kengo Nakamoto      |     |     |     |     |     |     | 13  | 11  | 0            |
| 21  | Hironobu Tastumi    | 13  |     |     |     |     |     |     |     | 0            |
| Pos | Pilota              | 2&4 | INT | ALL | JPS | SGT | RRC | GRT | JAF | Punti validi |

| Colore  | Risultato             |
| ------- | --------------------- |
| Oro     | Vincitore             |
| Argento | 2º posto              |
| Bronzo  | 3º posto              |
| Verde   | Finito a punti        |
| Blu     | Finito senza punti    |
| Viola   | Ritirato (Rit)        |
| Viola   | Non classificato (NC) |
| Rosso   | Non qualificato (NQ)  |
| Nero    | Squalificato (SQ)     |
| Bianco  | Non partito (NP)      |
| Bianco  | Non ha gareggiato     |
| Bianco  | Infortunato (INF)     |
| Bianco  | Escluso (ES)          |
| Bianco  | Gara cancellata (C)   |

### Suzuka Championship
Contano solo i risultati colti sul Circuito di Suzuka. Non vi sono scarti.
| Pos | Pilota              | 2&4 | JPS | SGT | GRT | JAF | Punti |
| --- | ------------------- | --- | --- | --- | --- | --- | ----- |
| 1   | Satoru Nakajima     | 2   | 1   | 2   | 1   | 1   | 90    |
| 2   | Keiji Matsumoto     | 1   | 3   | 9   | 5   | 2   | 57    |
| 3   | Eje Elgh            | 3   | 5   | 3   | 6   | 4   | 48    |
| 4   | Kenny Acheson       | 4   | Rit | 5   | 4   | 8   | 31    |
| 5   | Geoff Lees          | Rit | 11  | 6   | 3   | 3   | 30    |
| 6   | Akira Hagiwara      | 5   | 4   | NP  | 7   | 7   | 26    |
| 7   | Masahiro Hasemi     | 8   | 2   | 7   | 11  | 9   | 24    |
| 8   | Kazuyoshi Hoshino   | 10  | NP  | 1   | 14  | NP  | 21    |
| 9   | Roberto Moreno      |     | 6   | Rit | 2   | Rit | 21    |
| 10  | Keniji Takahashi    | 6   | Rit | 8   | 9   | 6   | 17    |
| 11  | Yoshiyasu Tachi     | Rit | 7   | 4   | Rit | 13  | 14    |
| 12  | Kunimitsu Takahashi | 9   | 8   | Rit | 12  | 5   | 13    |
| 13  | Takao Wada          | 7   | Rit | Rit | 10  | Rit | 5     |
| 14  | Aguri Suzuki        |     |     |     | 8   | 10  | 4     |
| 15  | Masamoto Shimizu    | 12  | 9   | 12  | Rit | 12  | 2     |
| 16  | Norimasa Sakamoto   |     | 10  |     |     |     | 1     |
| 16  | Osamu Nakako        |     |     | 10  | Rit | Rit | 1     |
| 18  | Aiko Morimoto       | 11  | 13  |     | Rit |     | 0     |
| 18  | Kengo Nakamoto      |     |     |     | 13  | 11  | 0     |
| 20  | Hideshi Matsuda     | Rit | 12  | Rit | Rit | Rit | 0     |
| 21  | Hironobu Tastumi    | 13  |     |     |     |     | 0     |
| Pos | Pilota              | 2&4 | JPS | SGT | GRT | JAF | Punti |

| Colore  | Risultato             |
| ------- | --------------------- |
| Oro     | Vincitore             |
| Argento | 2º posto              |
| Bronzo  | 3º posto              |
| Verde   | Finito a punti        |
| Blu     | Finito senza punti    |
| Viola   | Ritirato (Rit)        |
| Viola   | Non classificato (NC) |
| Rosso   | Non qualificato (NQ)  |
| Nero    | Squalificato (SQ)     |
| Bianco  | Non partito (NP)      |
| Bianco  | Non ha gareggiato     |
| Bianco  | Infortunato (INF)     |
| Bianco  | Escluso (ES)          |
| Bianco  | Gara cancellata (C)   |